# Modelo de usuario perezoso
El modelo de usuario perezoso de selección de solución (LUM) es un modelo de sistemas de información propuesto por Tétard y Collan que intenta explicar cómo un individuo selecciona una solución de un conjunto de posibles alternativas para resolver una necesidad. Este modelo propone que la solución se selecciona de un conjunto de soluciones disponibles según la cantidad de esfuerzo que las soluciones requieren del usuario – se supone que el usuario selecciona la solución que conlleva el menos esfuerzo. El modelo es aplicable a diferentes tipos de situaciones, pero puede decirse que está estrechamente relacionado con los modelos de aceptación de la tecnología.
El modelo toma como punto de partida trabajos previos sobre cómo el mínimo esfuerzo afecta al comportamiento humano en la búsqueda de información y en el escalado del lenguaje
Diferentes investigaciones previas dentro de la disciplina de los sistemas de información están estrechamente relacionadas con el modelo de usuario perezoso, especialmente dentro de los temas sobre aceptación y adopción de tecnología .

## Estructura del modelo
El modelo parte de la observación de que existe una "necesidad de usuario", es decir, que se espera que haya una "claramente definible, y plenamente satisfacible necesidad", que el usuario quiere satisfacer (también puede decirse que el usuario tiene un problema que él o ella quiere resolver), y por ello existe un espacio para una solución, producto o servicio.
La necesidad de usuario define el conjunto de soluciones posibles (productos, servicios etc.) que satisfacen la necesidad del usuario. El modelo básico considera por simplicidad que hay necesidades que son 100% satisfacibles y servicios que satisfacen al 100% las necesidades. Esto significa que sólo las soluciones que resuelven el problema son pertinentes. Lógicamente también significa que la necesidad define las posibles soluciones satisfactorias – un conjunto de soluciones (muchos y diferentes productos o servicios) que pueden satisfacer por completo la necesidad del usuario. LUM no está limitado a buscar una solución por separado.
Todas las soluciones del conjunto que satifacen la necesidad tienen sus propias características; algunas son buenas y aceptables para el usuario, otras inadecuadas e inaceptables – por ejemplo, si el usuario es está un tren y quiere saber el resultado de un partido de tenis ahora mismo, él o ella sólo puede utilizar los tipos de soluciones que están disponibles. El "estado de usuario" determina el conjunto de soluciones adecuadas y disponibles para el usuario y así limita el conjunto de soluciones disponibles posibles para cumplir la necesidad de usuario. El estado de usuario es un concepto muy amplio,  ya que responde a las características de usuario en el momento de la necesidad. El estado de usuario incluye, por ejemplo, edad, riqueza, ubicación ... Todo lo que determina el estado del usuario en relación con las soluciones existentes en el conjunto de las soluciones posibles para cumplir la necesidad de usuario.
El modelo supone que después de la necesidad de usuario ha definido el conjunto de soluciones posibles que satisfacen la necesidad de usuario, y de que el estado de usuario ha limitado el conjunto a las soluciones disponibles, el usuario "seleccionará" una solución del conjunto para satisfacer la necesidad. Evidentemente si el conjunto es vacío el usuario no tiene forma de satisfacer la necesidad. El modelo de usuario perezoso asume que el usuario hará la selección de la solución atendiendo al nivel más bajo de esfuerzo. El esfuerzo se entiende como una combinación de tiempo de coste económico, tiempo necesario y esfuerzo mental y/o físico necesario.

## Consideraciones
La teoría de usuario perezoso tiene interesantes implicaciones sobre el efecto del aprendizaje en la adopción de tecnología (por ejemplo en la adopción de nuevos sistemas de información).